# Westchester, Florida
Westchester är en ort (CDP) i Miami-Dade County, i delstaten Florida, USA. Enligt United States Census Bureau har orten en folkmängd på 29 862 invånare (2010) och en landarea på 10,2 km².